# Бартелм (Вісконсин)
Бартелм (англ. Bartelme) — місто (англ. town) в США, в окрузі Шавано штату Вісконсин. Населення — 810 осіб (2020).

## Демографія
Згідно з переписом 2010 року, у місті мешкало 819 осіб у 320 домогосподарствах у складі 207 родин. Було 372 помешкання
Расовий склад населення:
| - 72,8 % — корінних американців - 21,1 % — білих - 0,7 % — чорних або афроамериканців - 0,1 % — азіатів |

До двох чи більше рас належало 5,3 %. Частка іспаномовних становила 3,3 % від усіх жителів.
За віковим діапазоном населення розподілялося таким чином: 27,8 % — особи молодші 18 років, 56,3 % — особи у віці 18—64 років, 15,9 % — особи у віці 65 років та старші. Медіана віку мешканця становила 38,4 року. На 100 осіб жіночої статі у місті припадало 91,8 чоловіків;  на 100 жінок у віці від 18 років та старших — 95,0 чоловіків також старших 18 років.
Середній дохід на одне домашнє господарство  становив 45 587 доларів США (медіана — 34 615), а середній дохід на одну сім'ю — 57 295 доларів (медіана — 51 071). Медіана доходів становила 35 375 доларів для чоловіків та 34 000 доларів для жінок. За межею бідності перебувало 20,4 % осіб, у тому числі 28,4 % дітей у віці до 18 років та 14,3 % осіб у віці 65 років та старших.
Цивільне працевлаштоване населення становило 357 осіб. Основні галузі зайнятості: мистецтво, розваги та відпочинок — 26,6 %, освіта, охорона здоров'я та соціальна допомога — 23,5 %, публічна адміністрація — 17,6 %.